# Sounion-Kouros

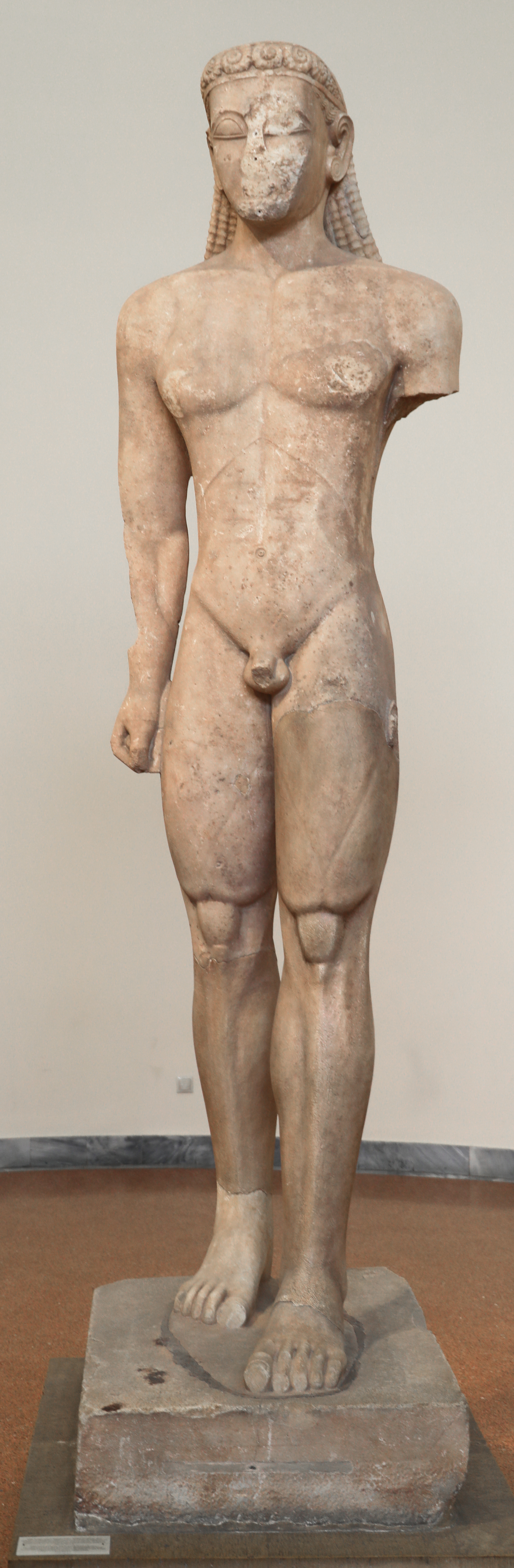
Sounion-Kouros (Archäologisches Nationalmuseum Athen)

Der Sounion-Kouros ist die Kolossalstatue eines Jünglings im archaischen Stil im Kouros-Schema. Der Sounion-Kouros ist ungefähr zwischen 615 und 590 v. Chr. entstanden. Benannt wurde die Statue aus naxischen Marmor nach ihrem Fundort, dem Kap Sounion. Dort wurde sie im Jahr 1906 zusammen mit einem Torso in einem tiefen Loch östlich des Tempels für den Meeresgott Poseidon entdeckt. Sie befindet sich im Archäologischen Nationalmuseum Athen und steht nach Christiane Vorster stilistisch dem so genannten Dipylon-Meister nahe. Untypisch für diese Zeit sind solche Kolossalstatuen jedoch nicht. So gibt es zum Beispiel auf Samos einen Kouros von über 5 Metern Höhe und in Theben einen weiteren mit ähnlichen Ausmaßen.
Die 3,05 m hohe Statue ist restauriert. Ergänzt sind die linke Gesichtshälfte mit der Nase und dem größten Teil des Mundes, ein Teil des rechten Armes, der rechte Unterschenkel und fast das gesamte linke Bein.
Aus dem Poseidon Heiligtum von Kap Sounion. In der Rückansicht und im Kopfausschnitt ist die Skulptur noch mit ihren alten Ergänzungen zu sehen. Die Zugehörigkeit der antiken Füße ist fraglich. Im Haarband sind noch rote Farbspuren erkennbar, auch feine Gravur der Pupille ist wohl durch Farbauftrag und unterschiedliche Korrosion entstanden. Für die technische Entwicklung der Marmorbearbeitung ist ein kleines nur vor dem Original zu erkennendes Bohrloch an der Innenseite des rechten Unterarms wichtig. Es beweist, dass Arme wie bei dem jüngeren Kouros von Moschato zunächst durch parallele Bohrlöcher vom Rumpf getrennt wurden und dass dann in einem weiteren Arbeitsgang die Stege zwischen den Bohrlöchern ausgeschlagen und die Spuren durch Abschmirgeln und Glätten nahezu vollständig beseitigt wurden.
Die anatomischen Details sind noch nicht so ausgearbeitet, wie es in der Spätarchaik (Strenger Stil) oder der Frühklassik beispielsweise am sogenannten Kritios-Knaben zu sehen ist. Die Figur erscheint vielmehr stilisiert, was an den Körperteilen wie den Extremitäten mit ihrer vorgetäuschten Schrittstellung ebenso wie im Gesicht mit den überproportional großen Augen deutlich zu sehen ist. Auch die Kopfform wie die Haartracht selbst stimmt mit der Natur nicht überein. Sie ist streng axial und frontal auf den Betrachter gerichtet. 
Die Proportionen sind unnatürlich lang gestreckt. Die Statue weist klare Abgrenzungen zwischen den Einzelformen auf. Die plastischen Werte sind besonders stark akzentuiert, so weist sie eine verstärkte Gestaltung der Muskelstrukturen auf. Die Statue zeigt eine Liebe zu geometrischen Formen und symmetrischen Musterungen. Die Muskeln der Schulter sind von den Brustmuskeln abgesetzt und die Schultern sind weit auseinander gespreizt. Am Ende der Oberschenkelknochen tritt ein deutlicher Knoten hervor und die Brust wölbt sich besonders kräftig. 
Wie Gisela M. A. Richter bemerkt, sind  anatomische Details in Rillen, Furchen, Erhöhungen oder Knöpfen auf die Oberfläche gearbeitet. Der Torso ist viereckig und am Rücken flach. Am Rücken befinden sich Fischgräten ähnliche Rillen, die vielleicht überdeutlich Rippen darstellen sollen. Zwei geschwungene Linien markieren die Schulterblätter. Der Kouros hat breite Schultern und eine lange dünne Taille. Der Kopf ist kubisch und auf der Ober- und Hinterseite eher flach. Die Ohren sind abnormal groß und sehr hoch gesetzt. Die Augen sind groß und flach, das untere Lid beschreibt eine flache Kurve, das obere einen Bogen. Der Mund ist horizontal mit scharf geschnittenen Ecken. Die Haare sind perückenähnlich und mit einem Band am Hinterkopf zusammengebunden. Sie bestehen aus einem komplexen System aus konvexen Vertikal- und konkaven Horizontallocken. Daraus ergibt sich der Eindruck optisch gegenläufiger Spirallocken. Der Arm ist bis zur Hand vom Körper getrennt. Die Hände, deren Daumen abnormal groß sind, sind zu Fäusten geballt.